# Vila Nisporeni
Vila Nisporeni este o arie protejată, situată la sud-est de orașul Nisporeni, dar în raionul omonim, Republica Moldova (ocolul silvic Nisporeni, Nisporeni, parcelele 7-38). Are o suprafață de 3.499 ha. Obiectul este administrat de Gospodăria Silvică de Stat Nisporeni.

## Clasificare
Aria naturală este încadrată în etajul deluros de cvercete de gorun, șleauri de deal și făgete la limită inferioară (FD2) cu tipurile de stațiune:
- deluros de cvercete cu gorunete, goruneto-stejăreto-șleauri, pe platouri, versanți însoriți, semiînsoriți, cu soluri cenușii, bonitate mijlocie;
- deluros de cvercete cu gorunete, goruneto-șleauri, goruneto-stejăreto-șleauri pe platouri și versanți umbriți slab-moderat înclinați, cu soluri cenușii, bonitate mijlocie/superioară;
- silvostepă extrazonală în deluros de cvercete, pe complexe de soluri cenușii închise, cernoziomuri necarbonatice pseudogleizate, bonitate inferioară;
- silvostepă deluroasă cu cvercete de pufos pe cernoziomuri necarbonatice, bonitate mijlocie;
- silvostepă deluroasă cu cvercete de pedunculat pe cernoziomuri necarbonatice, bonitate inferioară.

Au fost identificate opt tipuri de pădure:
- șleau de deal cu gorun;
- goruneto-șleau;
- șleau de deal cu gorun;
- șleau de deal cu gorun și stejar;
- gorunet cu fitospermum;
- stejăret de pedunculat cu cireș;
- stejar pufos din silvostepă deluroasă;
- stejar pedunculat cu porumbar.